# Thomas Fabricius
Thomas Fabricius (eigentlich Schmidt; * um 1560; † 1627) war ein reformierter Prediger in Danzig.

## Leben
Er stammte aus Pommern. Der reformierte Prediger Jacob Fabricius in Danzig war wahrscheinlich sein Bruder.
Thomas Fabricius wurde 1590 Rektor der Katharinenschule und Prediger an der Jakobskirche in  Danzig. 1592 wechselte er an die Kirche in Gottswalde. Seit 1597 war Fabricius zweiter Prediger an der Marienkirche in Danzig. 1617 wurde er auf Forderung des neuen lutherischen ersten Predigers Johannes Corvinus von dort versetzt. Er war damit der letzte reformierte Geistliche in der evangelischen Hauptkirche der Stadt.
Thomas Fabricius wurde Pfarrer an der reformierten Kirche St. Peter und Paul bis zu seinem Tode.
Er verfasste einige Schriften zur Kirchengeschichte.